# ROMAN LIFE Heartstrings
『ROMAN LIFE Heartstrings』（ロマンライフ ハートストリングス）は、2019年4月6日からFM COCOLOで放送されているラジオ番組。ロマンライフ提供。

## 概要
シンガーソングライターであるKが心のアンテナで捉えた大切なものを、音楽を通してリスナーとシェアするプログラムである。当番組では毎週テーマを決めて選曲した楽曲をオンエアする。
Kにとって関西では初レギュラー番組となった。FM COCOLOの改編会見でKは「より音楽を深く掘り下げていく番組を作っていけたら」「子供のとき、部屋にテレビを置いてくれなくて、唯一、メディアに触れるのがラジオだった。リスナーと1つになれることをしたい」と語った。

## 放送時間
- 土曜 17:00 - 18:00

## コーナー
Kの宅録名曲喫茶
年に一度の番組企画として、Kが当番組で披露してきた名曲の宅録カバー音源の中からリスナーが聴きたい1曲に投票し、その上位の音源をオンエアする。